# Benești, Sibiu
Benești, colocvial Bendorf, (în dialectul săsesc Bajenderf, Baejndref, în germană Bägendorf, Bajendorf, în maghiară Bendorf, Bene), este un sat în comuna Alțina din județul Sibiu, Transilvania, România. Se află în partea de centrală a județului,  în Podișul Hârtibaciului.

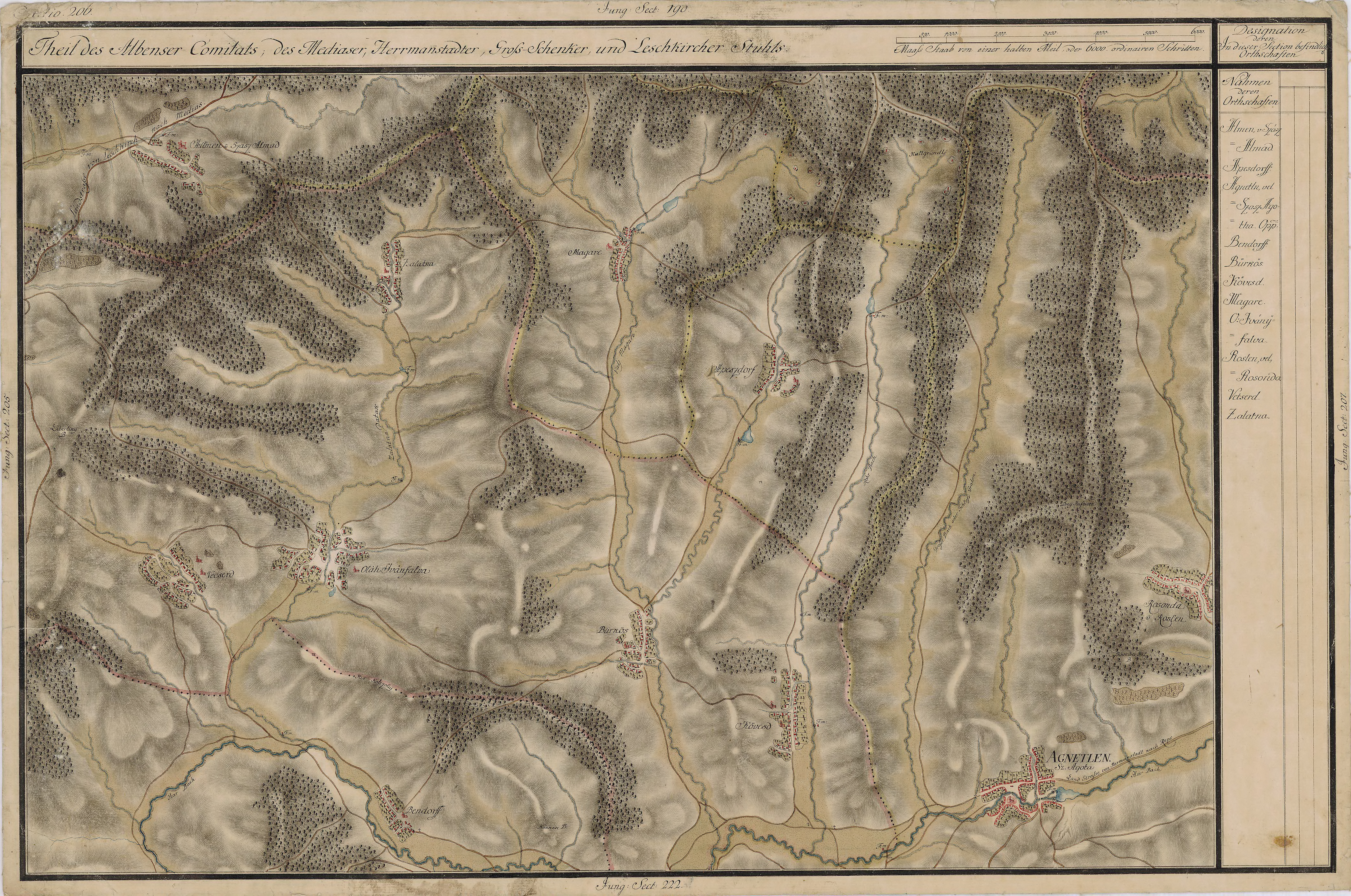
Beneşti în Harta Iosefină a Transilvaniei, 1769-1773

## Istoric
Prima menționare documentară în anul 1391. A fost inițial sat liber săsesc.
Din sec. al XVII-lea este locuit și de români.
În anul 1848 preot paroh neunit era Ioan Romanov, iar mai târziu Ioan Panovici, cu un rol în evenimentele istorice din Transilvania acelui an.Acesta a fost membru în Consiliu național român permanent ,constituit în anul 1848 ,împreună cu Andrei Șaguna-președinte ,Simeon Bărnuțiu- vice președinte,protopopul Moise Fulea,Ioan Moga, Ioan Bodilă, P.Maniu,profesorul Aron Pumnu, Alexandru Papiu Ilarian,Ion Buteanu și Avram Iancu.

## Imagini

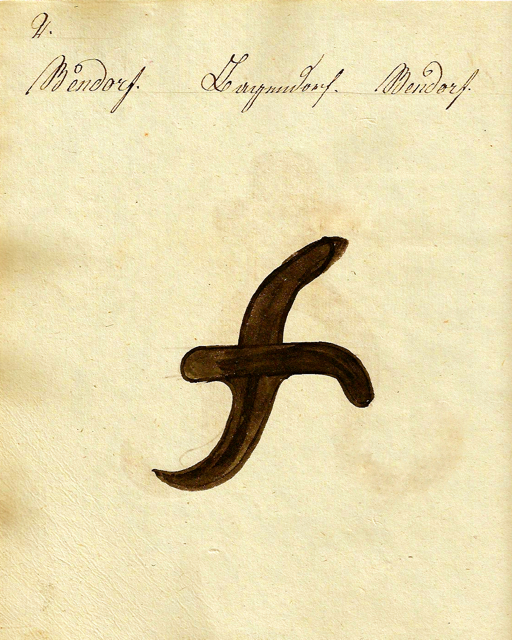
1826 - Danga pentru vitele din Beneşti
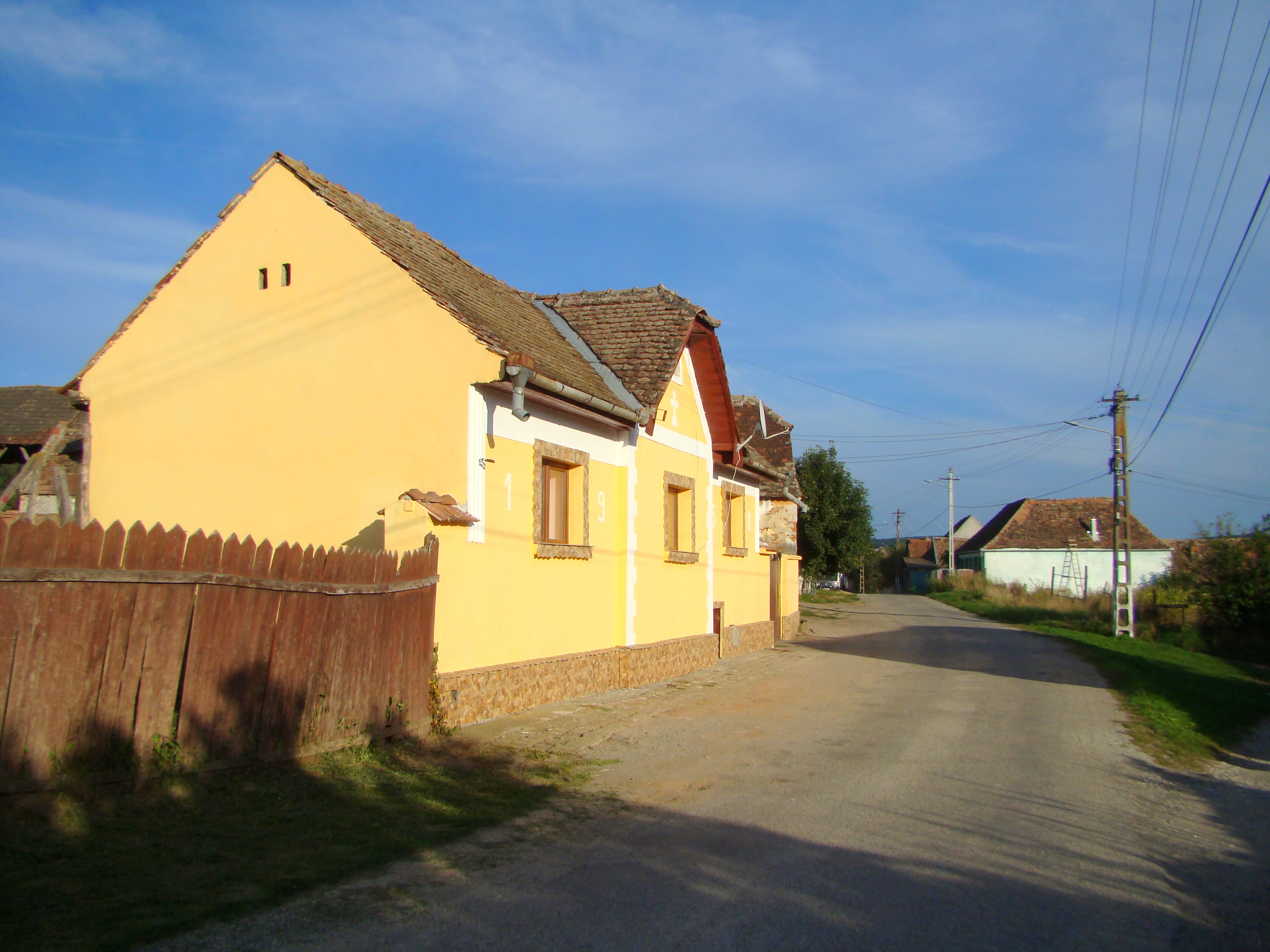
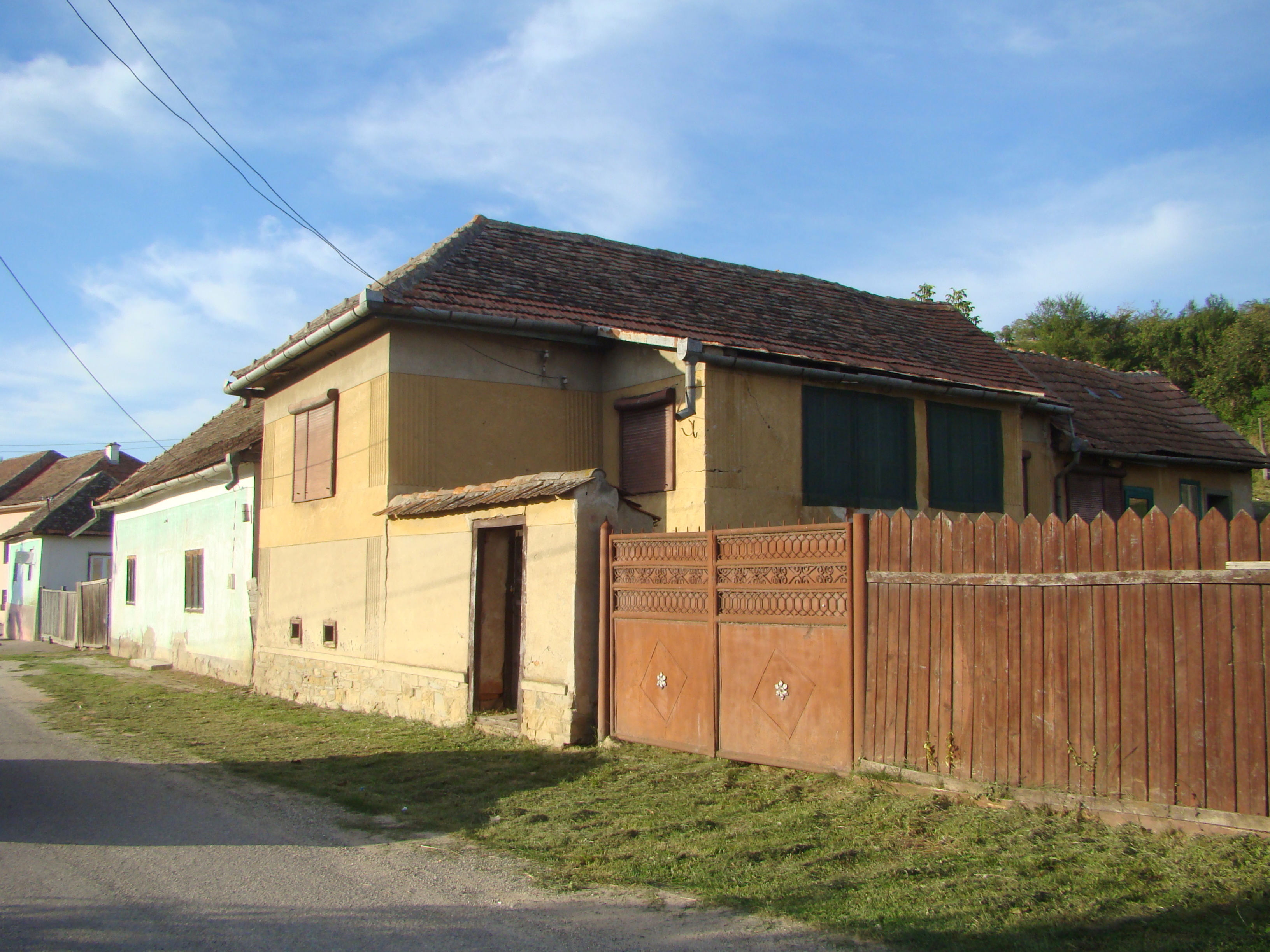
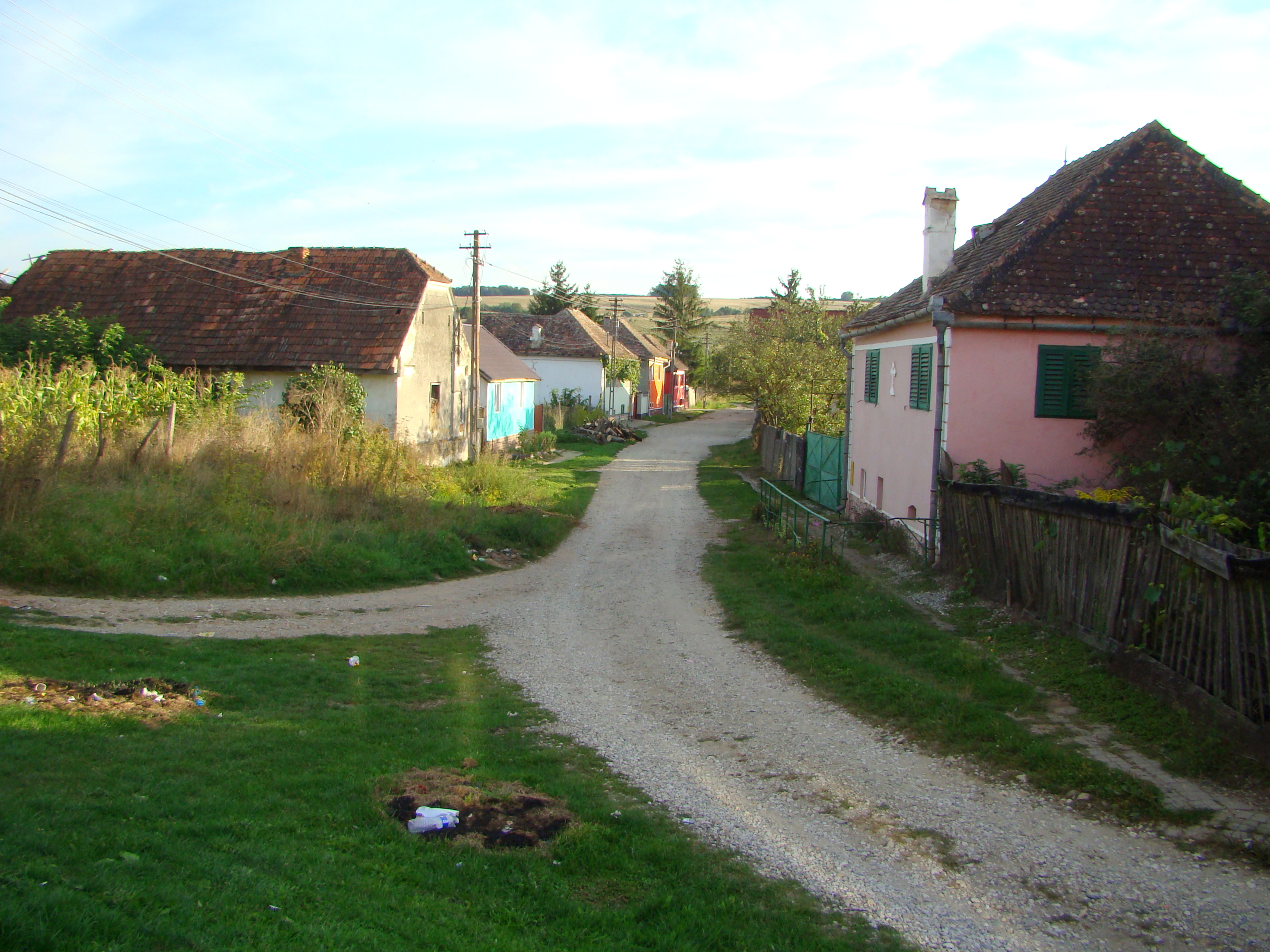
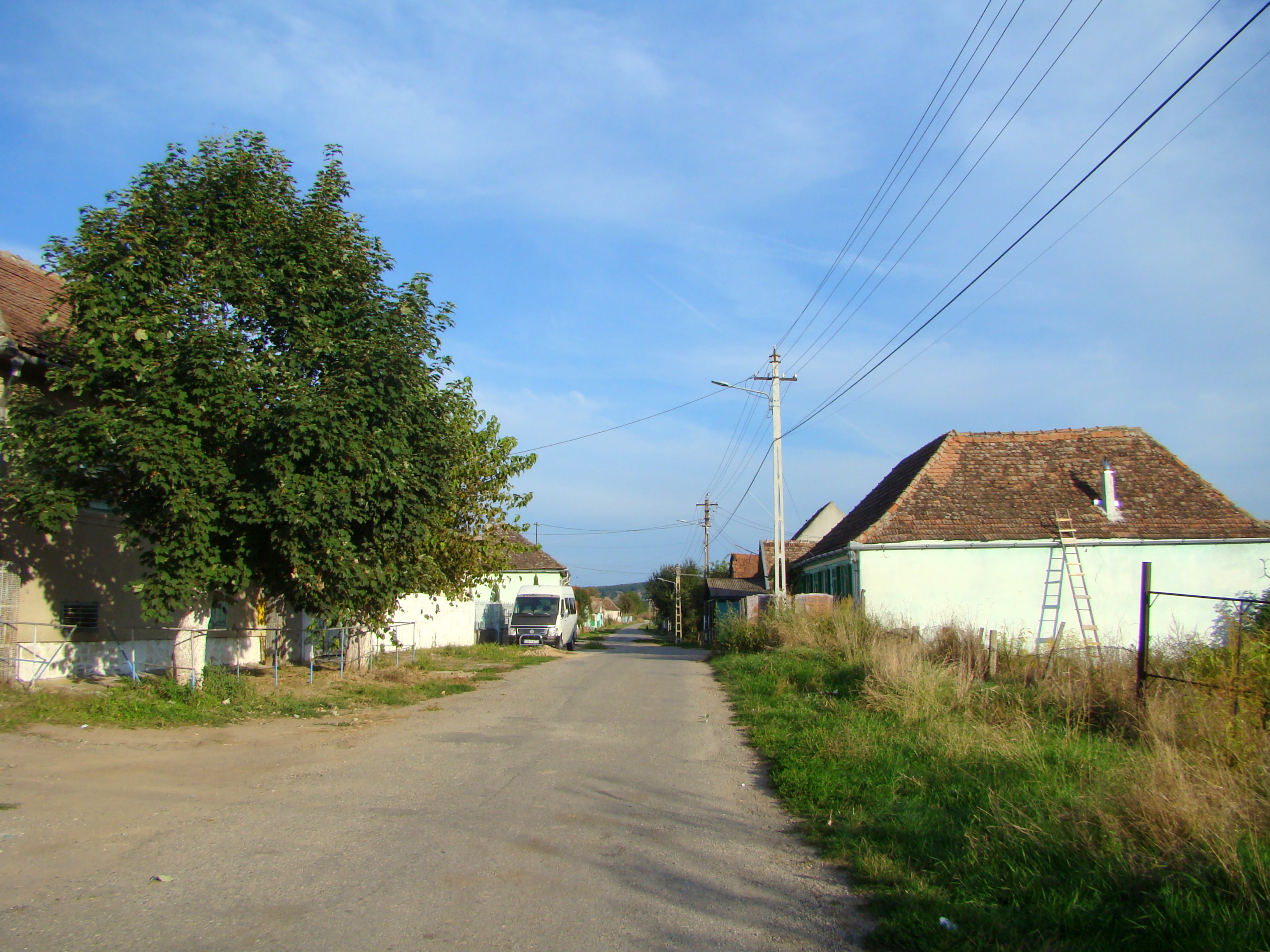
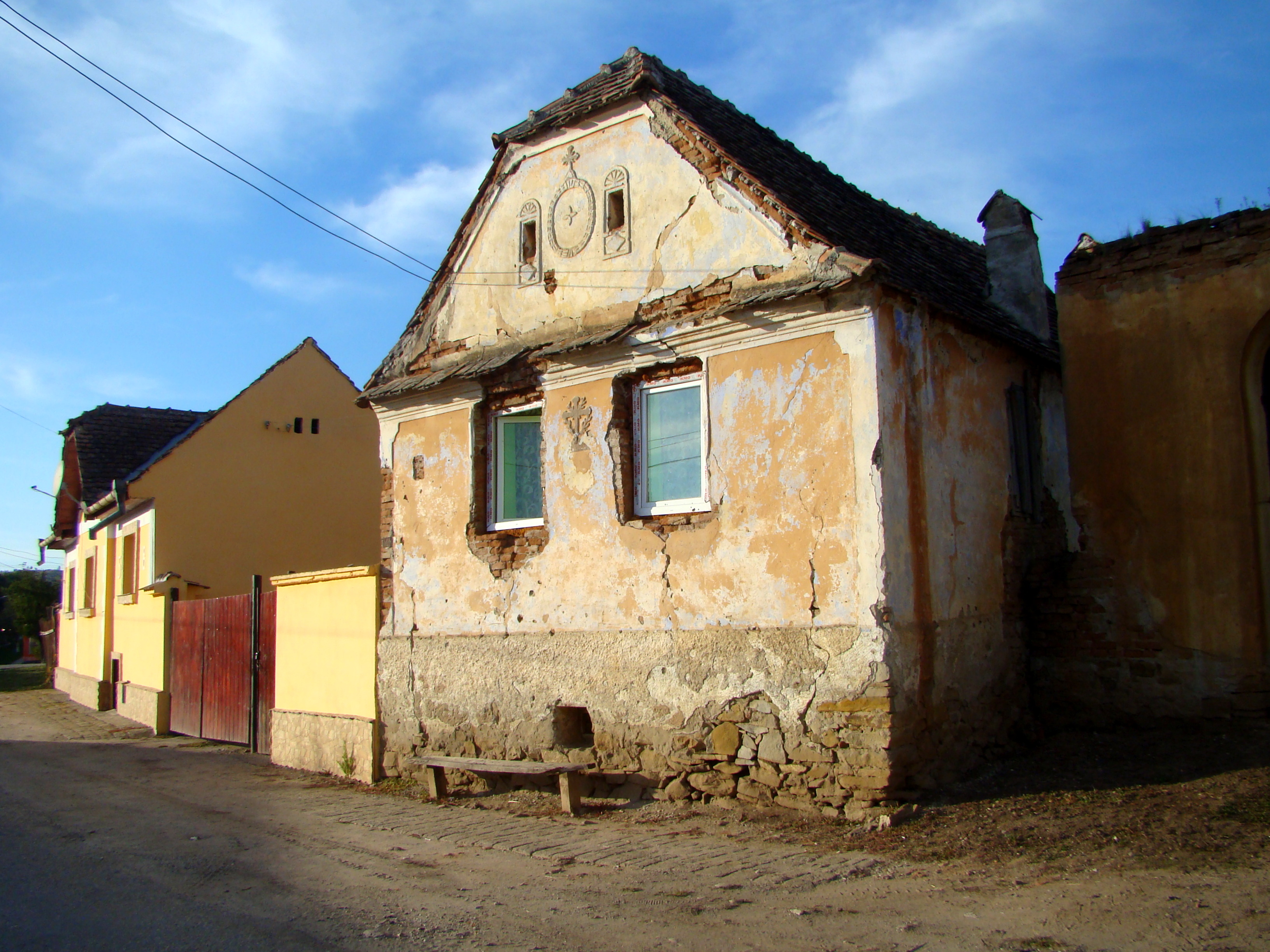
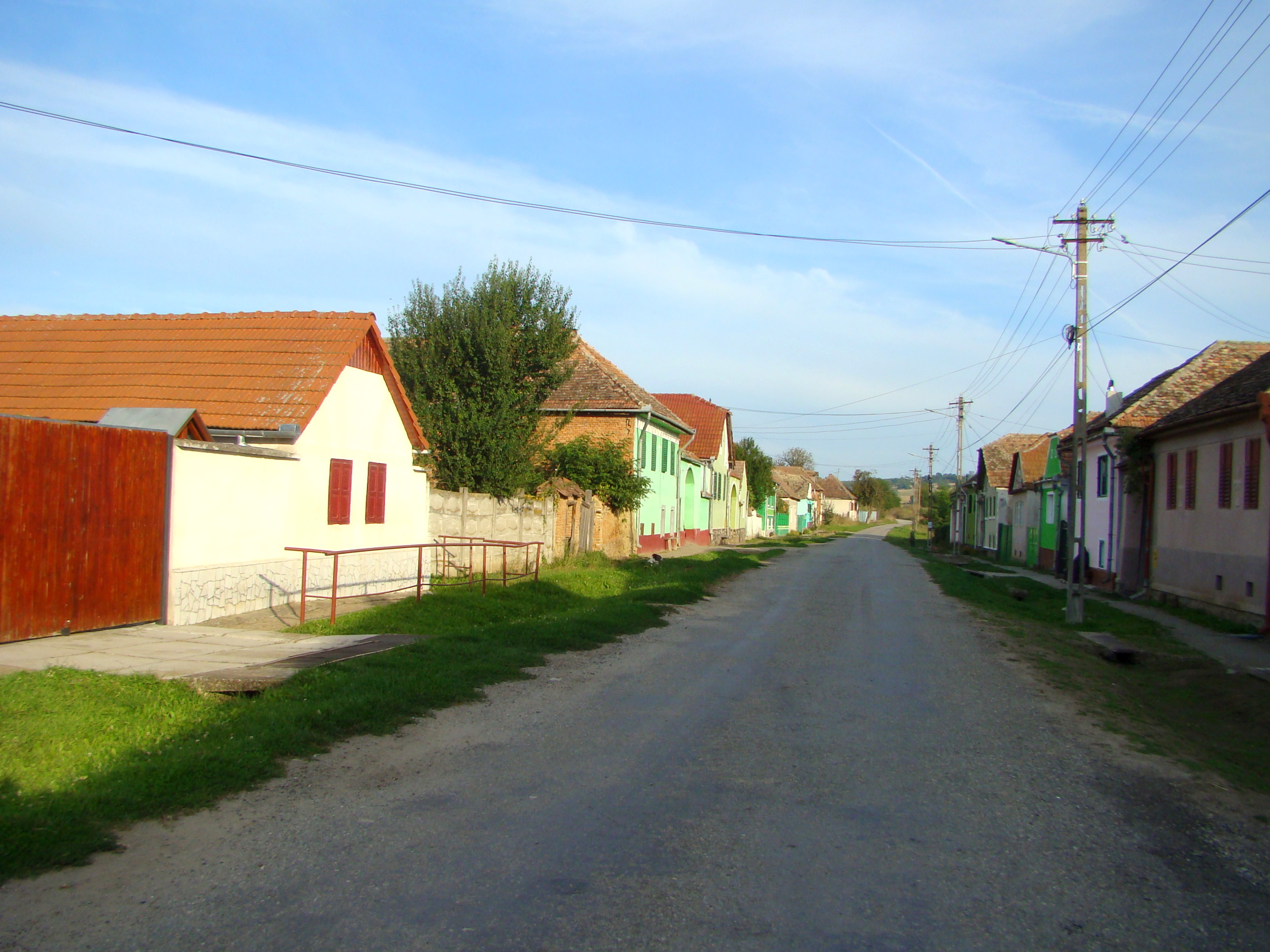
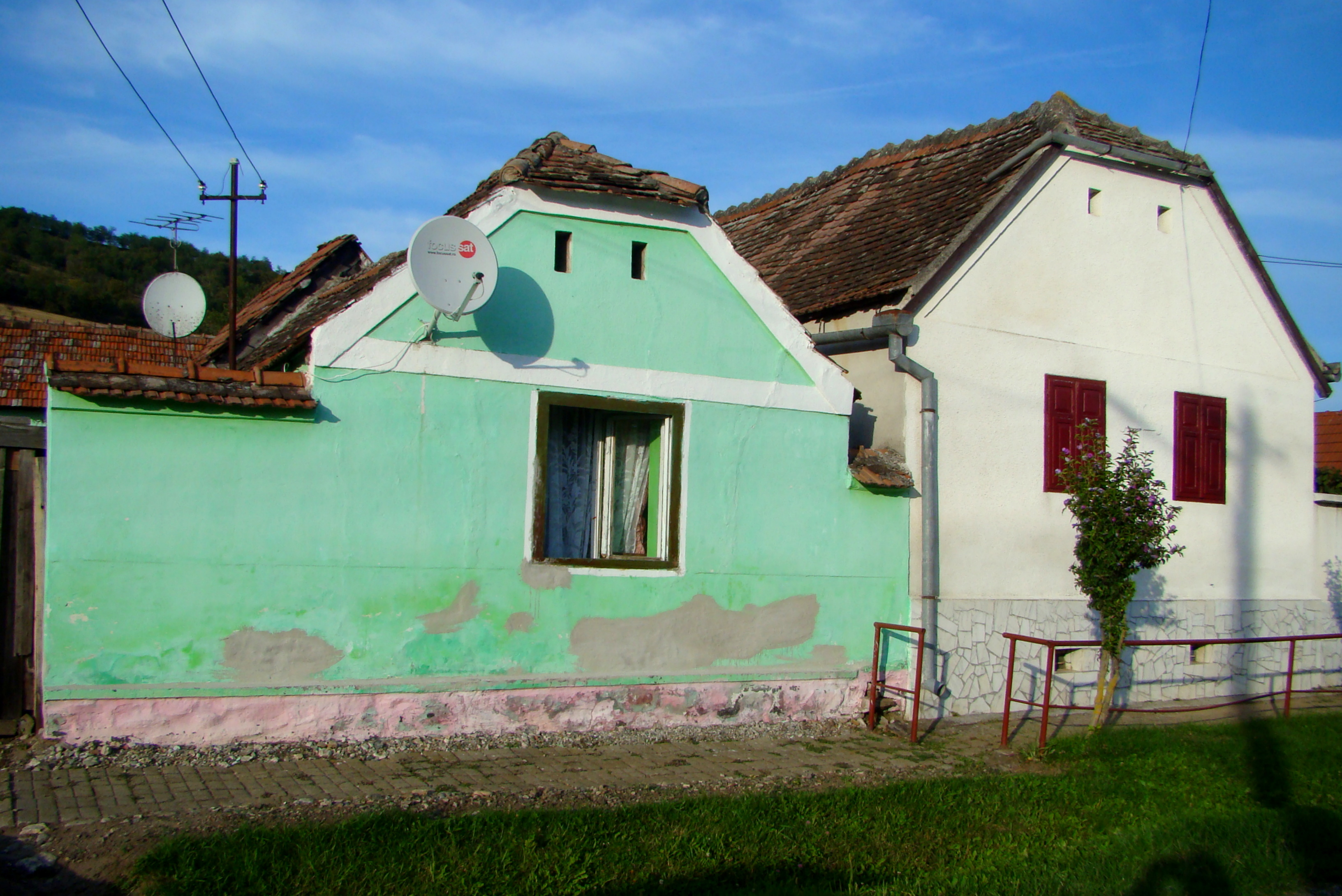
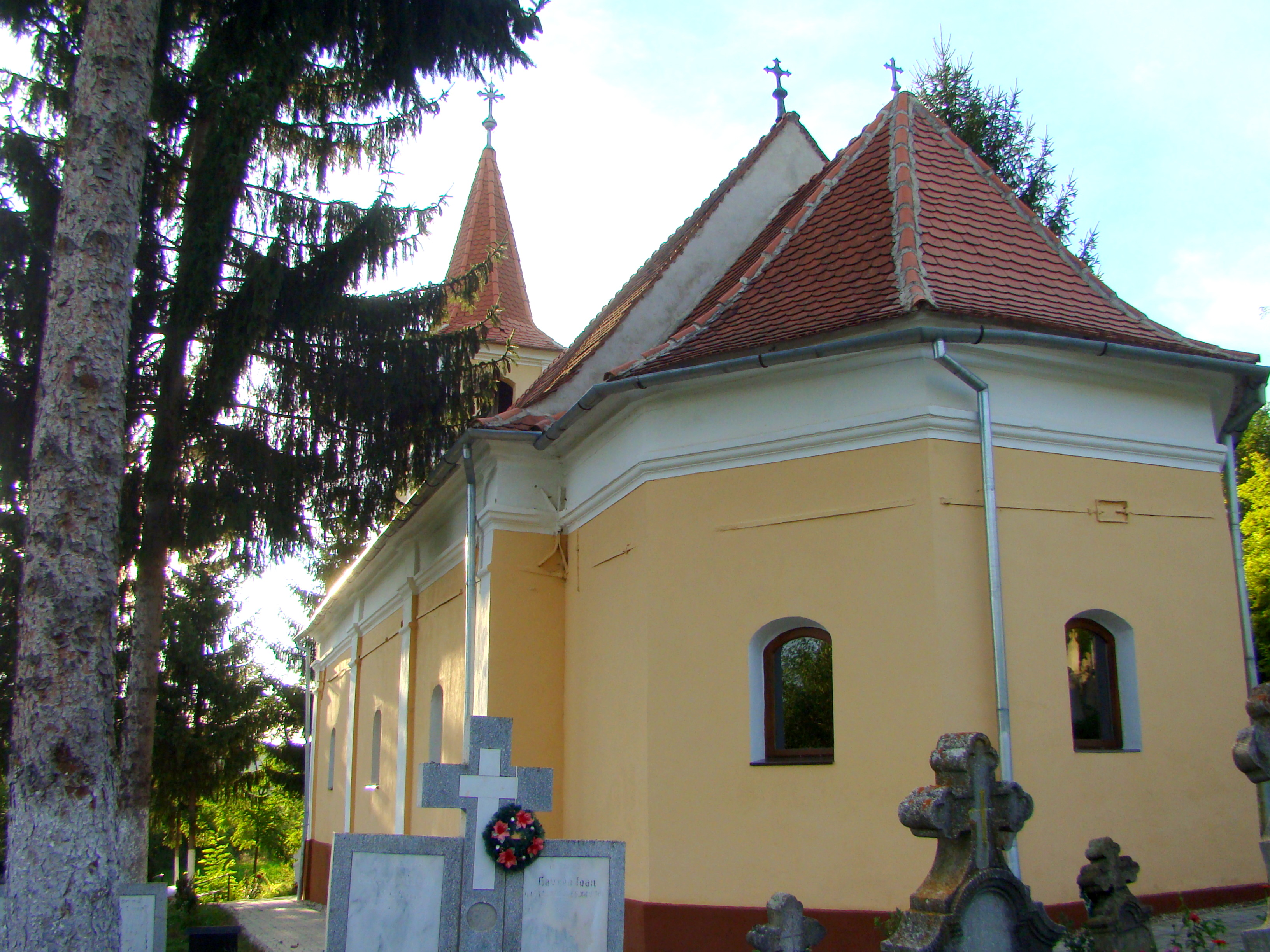
Biserica Sfântul Nicolae (monument istoric)
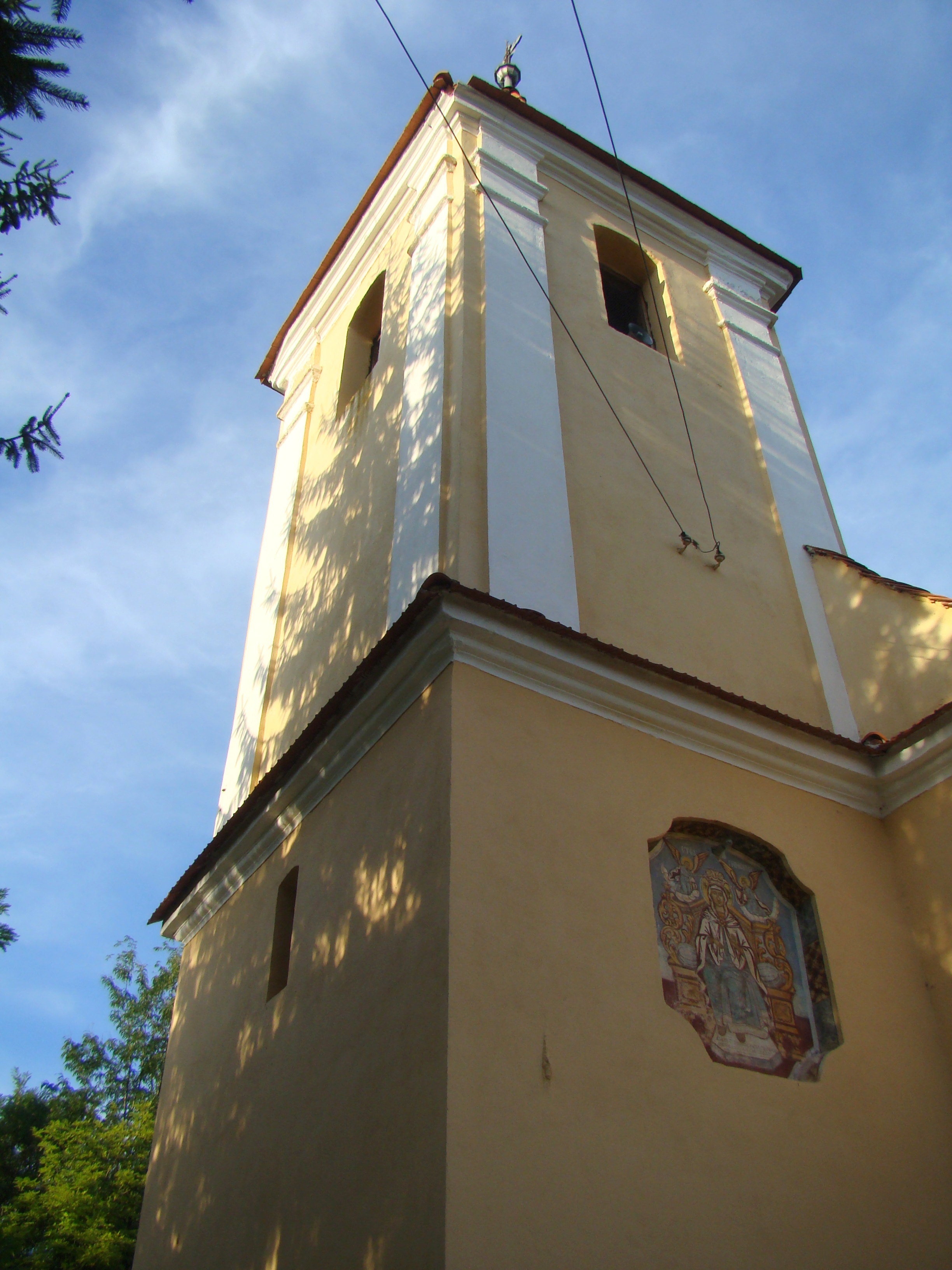
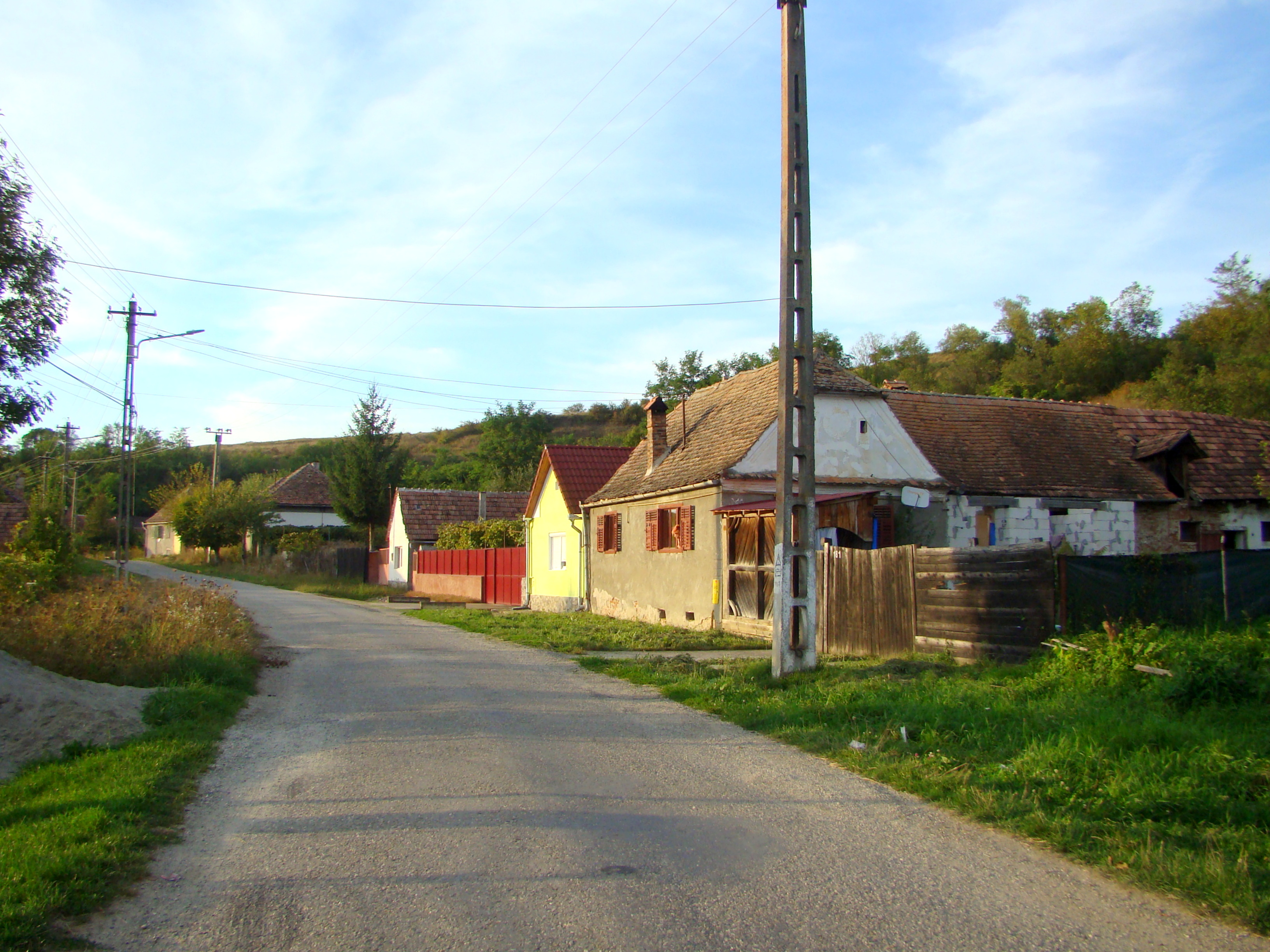
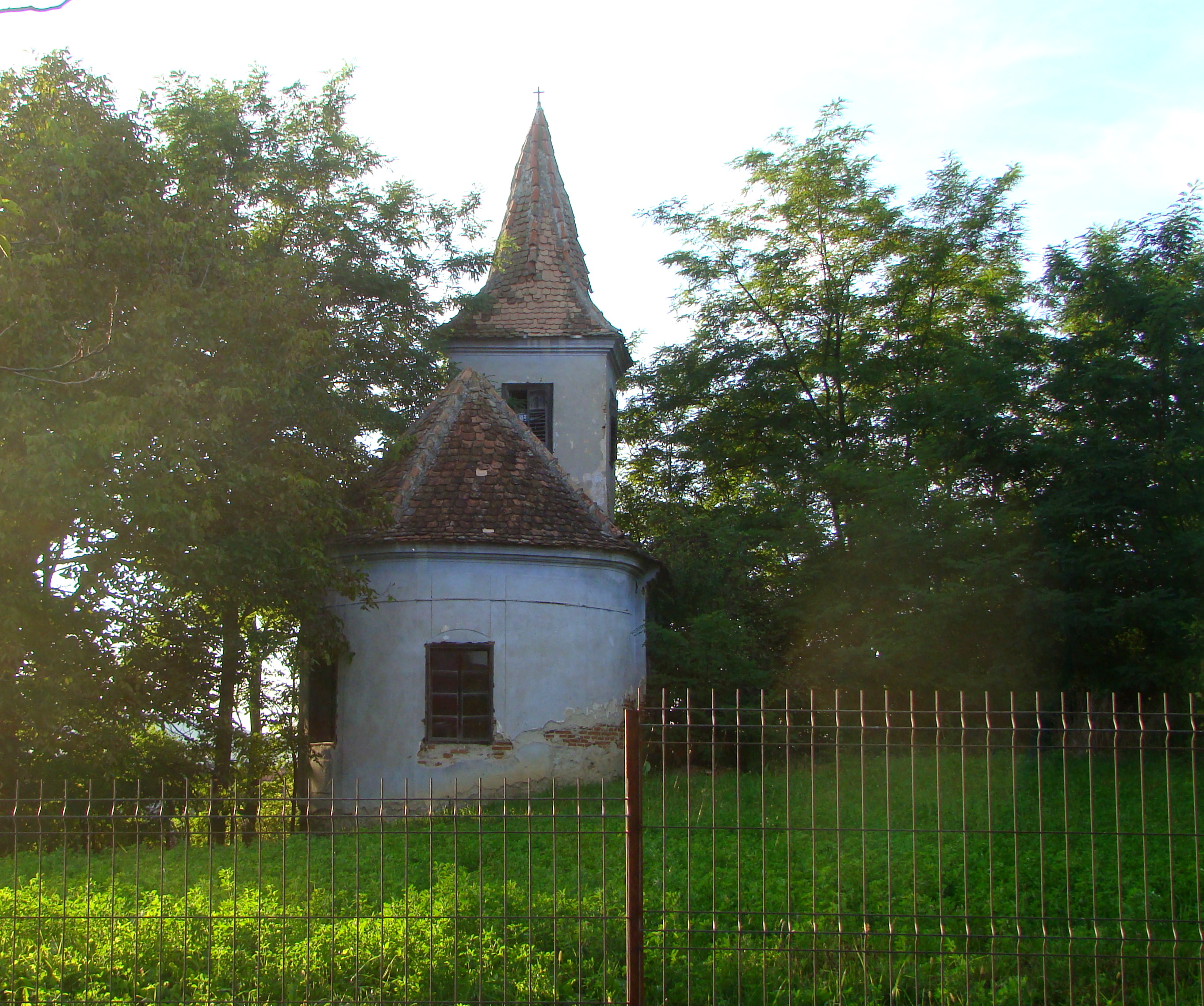
Cealaltă biserică din sat, fosta biserică greco-catolică, datată 1812. Clopotul poartă inscripția: „Deficiente Populo Saxanico Hundor Beconi 1646”
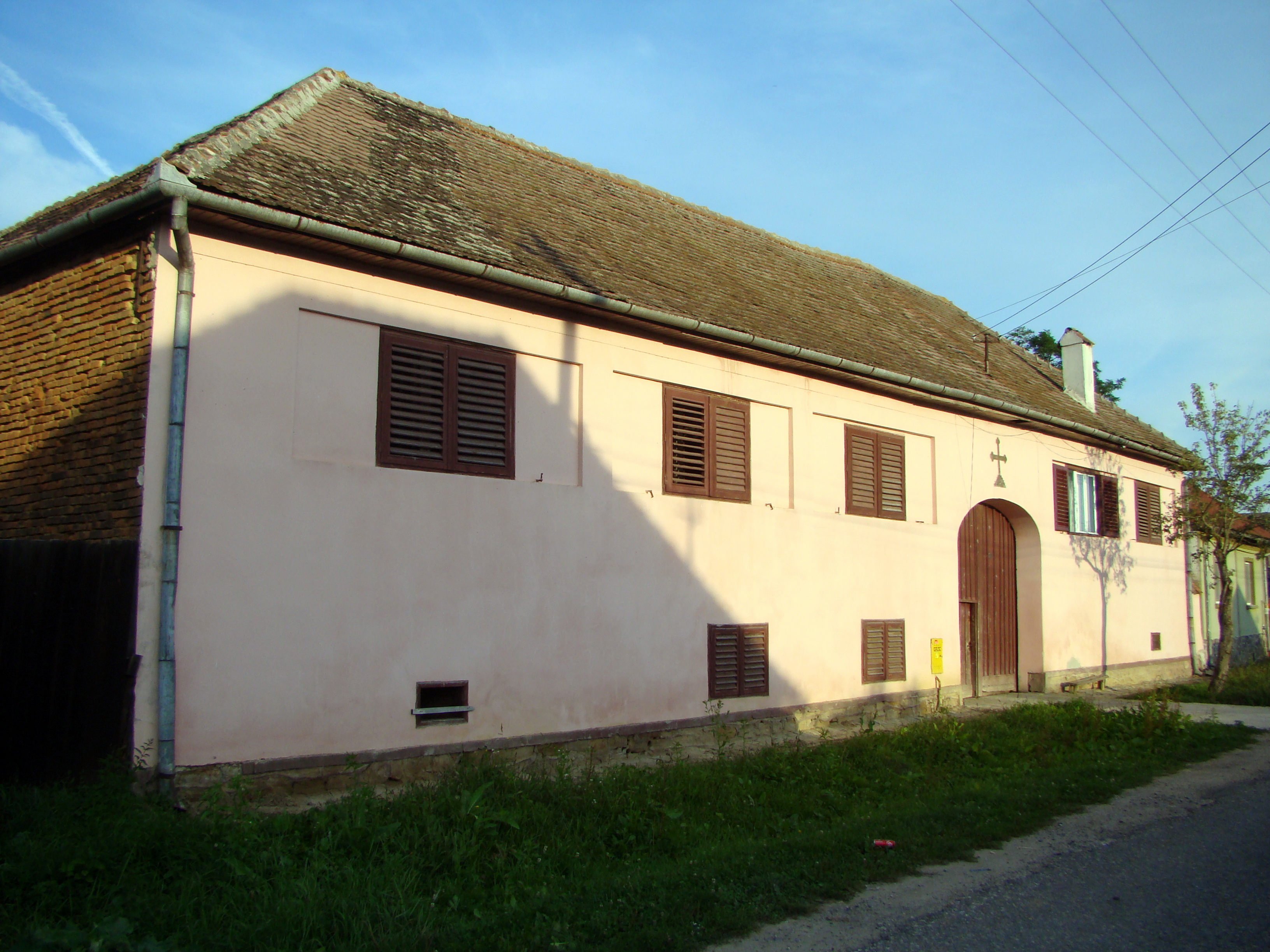
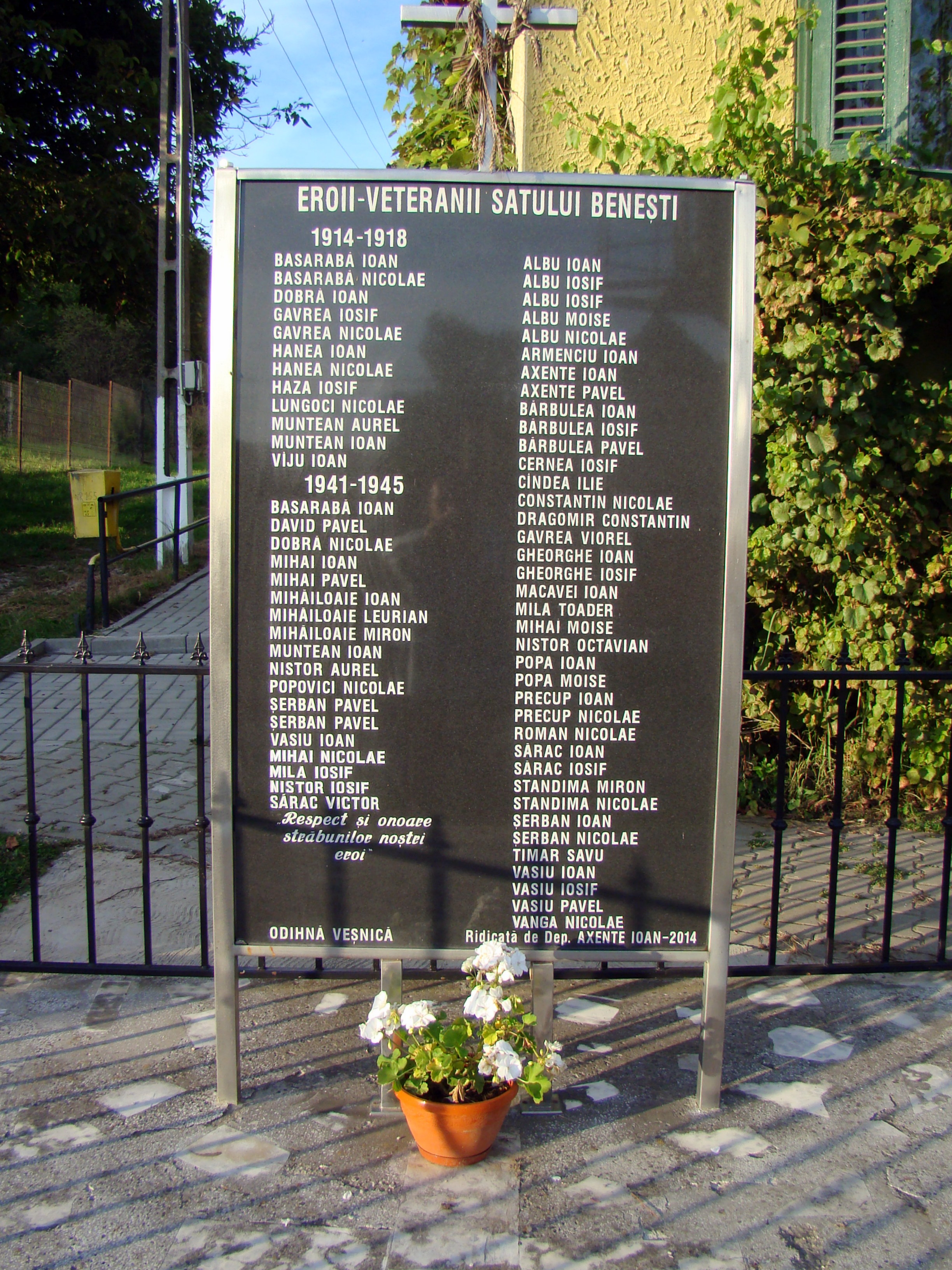
Monumentul eroilor